# Corrida de la feria
Corrida de la Feria és un ballet de Salvador Bacarisse, compost l'any 1930 i estrenat l'any 1937 al Gran Teatre del Liceu de Barcelona, amb llibret de Mauricio Bacarisse, direcció escènica d'Eugenio Casals, direcció orquestral de Josep Sabater, coreografia de Joan Magriñà, i amb Trini Borrull com a ballarina principal.

## Argument
L'argument tracta de l'enfrontament de les relacions amoroses de la Cigarrera, fins que acaba fugint amb el Contrabandista. Tot el ballet succeeix al pati d'una casa del barri de San Bernardo, un vespre durant la corrida de la Feria d'abril.
L'obra està inspirada al barri de San Bernardo de Sevilla.

## Estrena
El ballet Corrida de Feria es va dedicar a la ballarina Antonia Mercé (coneguda com «La Argentina») que havia d'interpretar el paper principal de «La Cigarrera», però per causa de l'inici de la Guerra Civil la estrena es va haver de posposar fins al 1937, amb Trini Borrull al seu paper.

## Personatges
- La Cigarrera
- El Torero (antic amant de La Cigarrera i pare de la seva filla)
- El Contrabandista (nou amant de la Cigarrera)
- La Florista (germana del Contrabandista i criada del fill de la Cigarrera i el Torero)
- El fill de la Cigarrera i el Torero.

## Instrumentació
| Corda        | Vent-fusta                            | Vent-metall | Percussió        |
| ------------ | ------------------------------------- | ----------- | ---------------- |
| violins      | 2 flautes + piccolo                   | 4 trompes   | timbals          |
| violes       | 2 oboes + corn anglès                 | 3 trompetes | percussió petita |
| violoncels   | 2 clarinets en A + clarinet baix en A | 3 trombons  |                  |
| contrabaixos | 2 fagots + contrafagot                | bombardí    |                  |
| arpa         |                                       |             |                  |

## Obres resultants
Com que la estrena del ballet no va ser possible a causa de l'inici de la Guerra Civil, Salvador Bacarisse va fer dues variants de l'obra: una suite per a orquestra i tres danses de ballet per a piano.

### Corrida de feria, Suite del ballet per a orquesta
Té la mateixa instrumentació que el ballet, i consta de 4 moviments:
1. Introducció (Allegro)
2. Nana, escena i dansa primera (Lento, Allegro vivo, Vivacissimo, Allegro ma non troppo, Allegro)
3. Escena i dansa segunda (Andante, Allegretto rubato, Appassionadissimo, Tranquilo)
4. Plegaria, dansa tercera i final (Andante, Lento, Molto moderato e sostenuto, Allegro, Molto moderato e sostenuto, Andante, Adagio)

Va ser escrit al 1930, i estrenat al 1933 a Madrid, per la Orquestra Simfònica de Madrid, al Teatro Real de Madrid amb la direcció del mateix Salvador Bacarisse.
El programa del concert va constar de tres parts on es van interpretar les següents obres:
Primera part:
- Obertura de "Freischütz" (C.M. von Weber)
- Pastoral de estío (Honegger)
- Dos Nocturnos (Debussy): Nubes i Fiestas

Segona part:
- Simfonia 41 de W.A. Mozart: Allegro vivace, Andante cantabile, Menuetto, Finale, Allegro Molto

Tercera part:
- Suite del ballet Corrida de Feria (Salvador Bacarisse): Introducció, Nana, escena i dansa primera, Escena i dansa segunda, Plegaria, dansa tercera i final.

### Tres danzas, del ballet Corrida de Feria, per a piano
Va ser escrit al 1930. Els tres moviments pertanyen a les tres danses del ballet:
1. Danza de la Florista: Allegro ma non troppo
2. Danza de la Cigarrera: Allegro rubato
3. Danza de la Cigarrera y el Contrabandista: Molto moderato e sostenuto, Allegro agitato, Molto moderato e sostenuto.